# Бойс, Доротея
Доротея «Дори» Бойс (англ. Dorothea "Dorie" Boyce); род. 21 марта 1963 года в Чикаго, штат Иллинойс) — американская конькобежка специализирующаяся в Конькобежном спорте и шорт-треке. Чемпионка мира по шорт-треку в эстафете.

## Биография
Доротея родилась в деревне Глен Эллин, что находится в пригороде Чикаго, где начала заниматься конькобежным спортом в клубе «Glen Ellyn Speed Skating Club». В январе 1978 года стала чемпионом США в спринтерском многоборье, а в апреле уже участвовала на чемпионате мира в Солихалле по шорт-треку и выиграла золотую медаль в эстафете в компании Сары Доктер, Пегги Хартрич и Пэтти Лайман. В следующем 1979 году она вновь в составе эстафеты завоевала серебро на чемпионате мира в Квебеке. В 1981 году Доротея участвовала на чемпионате мира в многоборье, проходившем в Квебеке и заняла 27-е место по сумме всех дистанции. а в конце февраля на юниорском мировом первенстве стала 12-й в общем зачёте.
Через год выступала на чемпионате мира в спринтерском многоборье, где заняла 26-е место, через неделю в классическом многоборье разместилась на 21 месте. и в конце месяца на чемпионате мира среди юниоров в многоборье заняла почётное 5-е место. В 1983 году в начале января Доротея выиграла бронзовую медаль на национальном чемпионате в классическом многоборье. Чуть позднее заняла 18 место на чемпионатах мира в классическом многоборье и 29 место в спринтерском многоборье. В 1984 году на Олимпийских играх в Сараево была запасной в сборной, но так и не выступила в соревнованиях. И после Олимпиады завершила карьеру.